# Tangara unifascié
Neothraupis fasciata
Genre
Espèce
Statut de conservation UICN

 NT  : Quasi menacé
Le Tangara unifascié (Neothraupis fasciata) est une espèce de passereaux appartenant à la famille des Thraupidae. C'est la seule espèce du genre Neothraupis.

## Description
Son plumage est remarquablement similaire à celui de plusieurs espèces du genre Lanius  mais ces corvidés sont des parents très éloignés. Les mâles et les femelles de cette espèce se ressemblent.
Il a une longueur totale de 16 cm environ et pèse de 29 à 32 g.

## Répartition et habitat
Il est limité à l'intérieur de l'Amérique du Sud, à des altitudes comprises entre 550 et 1 100 m d'altitude à savoir au Cerrado, aux bois et broussailles du centre-est du Brésil, au nord-est du Paraguay et au nord-est de la Bolivie. Il est souvent vu dans le Chapada dos Guimarães, au Mato Grosso au Brésil.

## Comportement
Typiquement, il vit en couple ou en petits groupes jusqu'à 12 individus, avec une moyenne de 7.

## Alimentation
Il mange des insectes.

## Nidification
Il niche en octobre et novembre. Son nid, en forme de coupe, généralement placé dans un petit arbre ou un buisson, est tapissé d'herbes. La taille des couvées est de 2 à 3 œufs. Le couple est souvent aidé par des oiseaux issus de couvées précédentes, qui ont les parties grises du plumage partiellement ou entièrement remplacées par du brun (ce plumage brun est parfois pris à tort pour le plumage adulte des femelles).
- (en) Cet article est partiellement ou en totalité issu de l’article de Wikipédia en anglais intitulé « Shrike-like Tanager » (voir la liste des auteurs).

## Référence taxinomique
- (fr) Oiseaux.net : Neothraupis fasciata (+ répartition)
- (en) Congrès ornithologique international : Neothraupis fasciata dans l'ordre Passeriformes
- (fr + en)  Avibase : Neothraupis fasciata (+ répartition)
- (en) Animal Diversity Web : Neothraupis fasciata
- (en) UICN : espèce Neothraupis fasciata (Lichtenstein, 1823) (consulté le 3 juin 2015)